# Ritonavir
Il  ritonavir  (nella fase sperimentale noto con la sigla ABT-538) è un farmaco antiretrovirale appartenente alla classe degli inibitori della proteasi, utilizzato nel trattamento della infezione del virus HIV.
Ritonavir fa parte frequentemente della terapia HAART (terapia antiretrovirale altamente attiva) che consiste, appunto nella combinazione di farmaci inibitori della proteasi con altri farmaci atti a bloccare la proliferazione del virus HIV. Ritonavir è spesso un farmaco associato alla terapia HAART non tanto per la sua particolare azione antiretrovirale, quanto, impiegato a dosaggi subterapeutici, per la capacità di inibire lo stesso enzima che metabolizza gli altri inibitori della proteasi. Le proprietà inibitorie di ritonavir si riflettono in livelli plasmatici molto più elevati degli altri farmaci, il che permette al medico clinico di somministrarli a dosaggi più bassi e con minore frequenza, massimizzandone gli effetti benefici.

## Storia
Ritonavir è un farmaco che è stato scoperto e sviluppato dai ricercatori della società farmaceutica Abbott. La Food and Drug Administration (FDA) degli USA ha approvato ritonavir il 1 ° marzo 1996.
Nel novembre 2003 la società Abbott ha deciso di incrementare il prezzo del ritonavir (venduto negli Stati Uniti con il nome di Norvir) da 1,71 dollari americani/die a 8,57 dollari americani/die, scatenando proteste ed azioni legali da parte dei consumatori.
Anche la società farmaceutica GlaxoSmithKline (GSK), che pochi mesi prima aveva stipulato un accordo commerciale con Abbott per utilizzare ritonavir con un suo inibitore (il fosamprenavir), ha citato in giudizio la Abbott sostenendo che l'aumento dei prezzi di Norvir sia avvenuto in violazione delle leggi antitrust statunitensi in quanto Abbott avrebbe sfruttato la propria posizione di monopolio (unico produttore di Norvir) al fine di tutelare un altro farmaco della stessa società, il lopinavir/ritonavir (nome commerciale Kaletra), dai farmaci della concorrenza.
Infatti l'aumento strategico di prezzo del Norvir è avvenuto al momento cruciale del lancio di nuovi inibitori delle proteasi di case farmaceutiche concorrenti, fra cui la GSK, che necessitano della associazione con ritonavir, e pertanto ne ha causato un aumento dei costi di utilizzo, con l'unico fine di preservare le quote di mercato del Kaletra.
In data 30 marzo 2010, una giuria statunitense ha emesso un verdetto che ritiene Abbott colpevole di violazione del suo contratto con la GSK, ma nel contempo rigetta le accuse di GSK sul presunto comportamento di monopolista di Abbott.
Nell'agosto 2011 le due società si sono accordate, con il benestare della corte, per un pagamento da parte di Abbott di 52 milioni di dollari americani a favore di GSK per l'accertata violazione contrattuale.

## Meccanismo di azione
Ritonavir è stato originariamente sviluppato come un inibitore della proteasi dell'HIV. Negli ultimi anni il farmaco è stato raramente sfruttato per la propria attività antivirale intrinseca, ma rimane ampiamente utilizzato come amplificatore e potenziatore ('booster') di altri inibitori della proteasi. Più specificamente, ritonavir viene utilizzato per inibire un particolare enzima epatico preposto al normale metabolismo degli inibitori della proteasi, il citocromo P450 3A4 (CYP3A4).
CYP3A4 è presente nel tratto intestinale e nel fegato dove svolge un ruolo chiave nel metabolismo di primo passaggio subito dagli inibitori della proteasi.
La struttura molecolare di ritonavir inibisce CYP3A4, quindi anche una bassa dose (dose sub terapeutica) può essere utilizzata per migliorare l'azione di altri inibitori della proteasi.
Questa scoperta ha comportato una drastica riduzione degli effetti avversi e migliorato l'efficacia e la tollerabilità degli inibitori della proteasi e della terapia HAART.
Come rovescio della medaglia l'inibizione di ritonavir su CYP3A4 comporta anche interazioni ed alterazioni dell'efficacia di numerosi altri farmaci, il che rende estremamente difficile gestire una loro co-somministrazione.

## Farmacocinetica
Dopo somministrazione orale di una dose di 400 mg di ritonavir è stato rilevato un profilo di assorbimento prolungato. Il picco di concentrazione plasmatica è superiore a 5 microgrammi/ml. L'assunzione di ritonavir insieme al cibo determina un miglioramento dell'assorbimento. L'emivita plasmatica del farmaco varia tra le 4 e le 8 ore. Il legame con le proteine plasmatiche (in particolare la glicoproteina acida alfa 1‑umana (AAG) e l'albumina) è pari a circa il 98- 99%.
Il farmaco si distribuisce nei vari tessuti biologici (in particolare nel tessuto linfatico) ed organi raggiungendo valori massimi nel fegato, nelle ghiandole surrenali, nel pancreas, reni e tiroide. Ritonavir oltrepassa la barriera ematoencefalica con grande difficoltà pertanto penetra nel cervello solo in quantità minima.
Ritonavir è metabolizzato dal citocromo P450 epatico, particolarmente dall'isoenzima CYP3A4 e in misura minore dall'isoenzima CYP2D6 e CYP2C9.
Il principale metabolita è l'isopropiltiazolo, derivante da una reazione ossidativa, che esplica un'azione antivirale sovrapponibile a quella del farmaco originario.
L'eliminazione del farmaco avviene principalmente per via biliare: circa l'86% della dose somministrata viene infatti rinvenuto nelle feci, mentre l'eliminazione per via renale riveste un ruolo di minore importanza.

## Usi clinici
Ritonavir viene utilizzato in associazione con altri farmaci antiretrovirali nel trattamento di soggetti affetti da HIV-1, adulti e bambini di età superiore ai due anni. Il farmaco ha la funzione, se unito ad altri farmaci in un preciso cocktail, di prolungare la vita del paziente affetto da immunodeficienza e di rallentare l'evoluzione dell'infezione da HIV in AIDS. Infatti i regimi di trattamento che combinano ritonavir con altri inibitori delle proteasi (saquinavir, indinavir, lopinavir o amprenavir) hanno dimostrato l'efficacia in studi clinici su pazienti con una nuova diagnosi di infezione,  pazientI che non avevano mai assunto farmaci specifici previsti dal trattamento (pazienti naïve) e pazienti in cui il trattamento con uno o più regimi antiretrovirali aveva già fallito.

## Effetti collaterali ed indesiderati
Fra gli effetti collaterali più frequenti si riscontrano alterazioni del sangue quali anemia, leucopenia con neutropenia, trombocitopenia, alterazioni del sistema immunitario comprendenti rash cutaneo, orticaria, angioedema, alterazioni della cute quali prurito, sindrome di Stevens-Johnson. Molto comuni anche gli effetti sul sistema nervoso comprendenti vertigini, cefalea, sonnolenza, ansia, iperestesia e parestesie, crisi epilettiche. Altri sintomi comuni sono la nausea, anoressia, , ematuria, diarrea, anemia, dolore addominale, menorragia, febbre, tosse.  In letteratura sono segnalati casi di nefrotossicità che possono evolvere fino all'insufficienza renale.

## Controindicazioni
La somministrazione del farmaco è da evitare in caso di allattamento materno e pancreatite (basta il solo sospettare una diagnosi di tale malattia per procedere alla sospensione del trattamento).

## Dosi terapeutiche
- 300 mg 2 volte al giorno i primi 3 giorni, in seguito la dose viene aumentata di 100 mg (dose massima 600 mg, durata massima 14 giorni)
- Variabile ma costantemente basso come farmaco di supporto ad altri inibitori simili.

## Interazioni
- Acenocumarolo: diminuzione degli effetti anticoagulanti.[23] Si devono tenere sotto stretto controllo i parametri della coagulazione.
- Alprazolam: ridotto metabolismo, aumento delle concentrazioni plasmatiche.[24] Si verifica un aumentato rischio di marcata sedazione e depressione respiratoria.
- Amlodipina: ridotto metabolismo, aumento delle concentrazioni plasmatiche.[25] Raccomandato un attento controllo degli effetti terapeautici ed indesiderati.
- Atorvastatina: ridotto metabolismo, aumento delle concentrazioni plasmatiche.[26] Aumentato rischio di rabdomiolisi.[27] È generalmente controindicata.
- Buspirone: ridotto metabolismo, aumento delle concentrazioni plasmatiche.[24]
- Carbamazepina: ridotto metabolismo, aumento dei livelli ematici.[28]
- Cisapride: ridotto metabolismo, aumento dei livelli ematici, possibile prolungamento dell'intervallo QT con conseguenti gravi aritmie.[29] Generalmente è pertanto controindicata.
- Claritromicina: ridotto metabolismo, aumento delle concentrazioni plasmatiche.[30] Non è necessaria una riduzione del dosaggio in pazienti con funzionalità renale normale.
- Diazepam: ridotto metabolismo, aumento delle concentrazioni plasmatiche.[24] Si verifica un aumentato rischio di marcata sedazione e depressione respiratoria.
- Felodipina: ridotto metabolismo, aumento delle concentrazioni plasmatiche.[25] Raccomandato un attento controllo degli effetti terapeautici ed indesiderati.
- Fluvastatina: ridotto metabolismo, aumento delle concentrazioni plasmatiche.[26] È generalmente controindicata.
- Fluconazolo: ridotto metabolismo, aumento delle concentrazioni plasmatiche.[31] Considerare la necessità di ridurre il dosaggio.
- Lercanidipina: ridotto metabolismo, aumento delle concentrazioni plasmatiche.[25] Raccomandato un attento controllo degli effetti terapeautici ed indesiderati.
- Meperidina: ridotto metabolismo, aumento delle concentrazioni plasmatiche.[32]
- Midazolam: ridotto metabolismo, aumento delle concentrazioni plasmatiche.[33] Si verifica un aumentato rischio di marcata sedazione e depressione respiratoria.
- Nifedipina: ridotto metabolismo, aumento delle concentrazioni plasmatiche.[25] Raccomandato un attento controllo degli effetti terapeautici ed indesiderati.
- Nitrendipina: ridotto metabolismo, aumento delle concentrazioni plasmatiche.[25] Raccomandato un attento controllo degli effetti terapeautici ed indesiderati.
- Pravastatina: ridotto metabolismo, aumento delle concentrazioni plasmatiche.[26] È generalmente controindicata.
- Rifabutina: ridotto metabolismo, aumento delle concentrazioni plasmatiche.[31]
- Risperidone: ridotto metabolismo, aumento delle concentrazioni plasmatiche.[34]
- Sildenafil: ridotto metabolismo.[35]
- Simvastatina: ridotto metabolismo, aumento delle concentrazioni plasmatiche.[26] È generalmente controindicata.
- Trazodone: diminuzione dei livelli ematici.[36] Aumentato rischio di ipotensione arteriosa e sincopi.
- Triazolam: ridotto metabolismo, aumento delle concentrazioni plasmatiche.[24] Si verifica un aumentato rischio di marcata sedazione e depressione respiratoria.
- Warfarin: diminuzione dei livelli ematici.[37] Si devono tenere sotto stretto controllo i parametri della coagulazione.
- Zopiclone: ridotto metabolismo, aumento delle concentrazioni plasmatiche.[24] Si verifica un aumentato rischio di marcata sedazione e depressione respiratoria.

## Gravidanza e allattamento
La Food and Drug Administration (FDA) ha inserito il farmaco in categoria B per l'uso in gravidanza. In questa classe sono inseriti i farmaci i cui studi riproduttivi sugli animali non hanno mostrato un rischio per il feto e per i quali non esistono studi controllati sull'uomo o i farmaci i cui studi sugli animali hanno mostrato un effetto dannoso (oltre a un decremento della fertilità) che non è stato confermato con studi controllati in donne nel I trimestre (e non c'è evidenza di danno nelle fasi avanzate della gravidanza).
Un numero limitato di donne gravide è stato esposto a ritonavir durante la gestazione. I dati, pur limitati, non indicano un aumento del tasso di difetti alla nascita rispetto a quello osservabile in una popolazione di controllo. L'uso della molecola può essere preso in considerazione nella gravida solo quando i benefici sono chiaramente superiori al rischio a carico del feto.